# Príncipe Zuko
El Príncipe (más tarde Señor del Fuego) Zuko (Chino: 祖寇; pinyin: Zǔ Kòu), también conocido como el Espíritu Azul, es un personaje ficticio de la serie de televisión animada de Nickelodeon Avatar: la leyenda de Aang. Creado y diseñado por Michael Dante DiMartino y Bryan Konietzko, el personaje tiene la voz de Dante Basco y Bruce Davison en La leyenda de Korra, e interpretada por Dev Patel en la película de 2010 de M. Night Shyamalan The Last Airbender.
El Príncipe Zuko es un Maestro Fuego y un príncipe de la Nación del Fuego que había sido exiliado antes del comienzo de la serie. Él estaba empeñado en la captura de Aang, el Avatar, para restaurar su honor y su derecho al trono, pero a medida que avanza la serie comprende que la guerra de la Nación del Fuego ha hecho mucho daño con el paso de los años y por eso es que alcanza a recapacitar a tiempo. Las marcas distintivas de Zuko son una gran cicatriz que parte desde su ojo izquierdo hasta su oreja.
Anteriormente, su peinado fue la cabeza rapada con una cola de caballo, pero al pasar del tiempo se deja crecer el cabello con mayor tesón. Cuando Zuko llora por algo que lo haga sufrir, el ojo de la cicatriz no arroja ninguna lágrima, sin embargo, a partir del momento en el cual se entera de la verdad acerca de la traición en la familia, vuelve a llorar el ojo izquierdo junto con el derecho. No obstante, Zuko logra conservar la capacidad de ver con ambos ojos.

## Historia
Zuko es el único hijo varón y el primogénito del Señor del Fuego Ozai y la Princesa Ursa. Como tal, es el nieto del Señor del Fuego Azulón, y a la vez, descendiente de los Maestros Fuego más importantes del comienzo de la guerra: El Señor del Fuego Sozin (Abuelo de Ozai) y el Avatar Roku (Abuelo de la Princesa Ursa). Desde una edad temprana, Zuko es menospreciado por su padre (por no decir despreciado) y es también objeto de las burlas y las manipulaciones de su hermana, la princesa Azula. Sin embargo su madre sintió un gran aprecio por él y le demostraba su cariño muy seguido, por lo que su relación madre-hijo tuvo un significado muy importante debido a las circunstancias y dejó un recuerdo inolvidable en Zuko. Ursa fue el único miembro de su familia que lo protegió y alentó durante sus primeros años de vida.
En todo caso, Ursa se enteró de los planes de Ozai para matar a Zuko, y por eso sin que el pequeño lo supiera tomó la decisión de traicionar mortalmente a Azulón y permitir que sea exiliada, para poder proteger al hijo que ella amaba. Pero el joven príncipe no se dio cuenta pues creyó que su madre habría muerto (una mentira bien dicha por parte de su padre) y se empeñó en practicar más de la cuenta el arte del Fuego Control. 
A los trece años Zuko se convierte en un resuelto Maestro Fuego y según lo que parece fue el primero que venció a su hermana Azula, demostrando que ella no puede ser siempre la mejor en todo; desde entonces, ambos jóvenes se vuelven enemigos jurados el uno del otro y viceversa. Durante una inquietante reunión donde Zuko asistió, tras cuestionar un plan de guerra, un maestro fuego incógnito lo desafió a un Agni Kai. El joven príncipe aceptó, pensando que sería el general a quien había cuestionado o incluso su hermana Azula, quien buscaba la revancha. Pero lo que él no sabía fue que ese personaje resultó alguien de quien menos esperaba: su propio padre, quien en la lucha hizo que su hijo tuviera que pasar una vergonzosa experiencia. Tras ser humillantemente derrotado, el príncipe Zuko fue automáticamente desterrado de su nación, y tuvo que sufrir una impetuosa rapada dejando sólo la cola de caballo y además, una fuerte quemadura en el lado izquierdo superior de su rostro, por parte del Señor del Fuego Ozai. En ese momento se forma la famosa cicatriz de la marca permanente en el rostro.
Desde ese día, Zuko juró que algún día lograría capturar al Avatar, que resulta ser el último sobreviviente humano de Los Nómadas del Aire, así como también el último Maestro Aire, pues consideraba que así podría recuperar el honor perdido y de paso volver a tener su derecho al trono ante los ojos de su padre, con tal de ganar su respeto y la ocasión de regresar a casa desde el exilio. Estaba acompañado y asesorado en su búsqueda por su tío Iroh. También tenía un grupo de soldados de su nación que lo apoyaba en toda su increíble travesía.
Al comienzo de la serie a base del Libro Uno Agua, el príncipe Zuko, su tío Iroh y sus soldados navegaban en un barco de la Nación del Fuego en las cercanías de la Tribu Agua del Sur. De repente el príncipe exiliado vio una luz resplandeciente en algún lugar, por lo que deduce que el Avatar ha regresado. Cuando conoce a Aang, Zuko creyó su oponente que era sólo un torpe y dulce niño, pero tras intentar llevárselo a su hogar para recuperar su honor perdido, comprobó que aquel "torpe y dulce niño" definitivamente sí era el Avatar (el propio Aang, logró que Zuko se fastidiara al llamarlo como un taimado e inmaduro adolescente).
A partir de ese primer encuentro, Zuko intenta hasta lo imposible por lograr su objetivo de capturar a Aang, aunque para eso tenga que luchar contra la experiencia de Zhao (un antiguo capitán del ejército de la Nación del Fuego que fue vencido en un Agni Kai por parte de Zuko, siendo comandante y luego le declara la guerra al joven príncipe, siendo almirante). Aunque Zuko trata de conseguir su cruel objetivo a base de trampas y sorpresas, siempre resulta vencido, golpeado y completamente humillado por Aang y sus amigos Sokka, el guerrero y Katara, la Maestra Agua.
En el episodio "El Espíritu Azul", Zuko se viste un traje de color azul con una grotesca máscara de demonio, y armado con su Espada Dao (una espada gemela de dos manos) se infiltra en el cuartel donde se encuentra el almirante Zhao y libera a Aang de su encierro, pretendiendo llevárselo para su propio beneficio. Sin embargo cuando el Avatar descubre su identidad tras la máscara, no dudó en salvarlo antes que los soldados de Zhao los atrapen. Cuando Aang pregunta si él y Zuko podrían ser buenos amigos, el "taimado e inmaduro adolescente" intentó atacarlo, pero falló en el blanco y vio cómo su presa se escapa con facilidad.
Después de tantos y tantos intentos fallidos y mofas en su contra, durante el episodio "El Trono del Norte", Zuko se escabulle en la Tribu Agua del Norte durante la batalla; logra una sufrida victoria sobre Katara y secuestra a Aang, aprovechando que este último se encontraba en el Mundo de los Espíritus. Y aunque el príncipe se lo lleva muy lejos donde nadie lo encontrara, Katara y Sokka aparecen para detenerlo y gracias a la intervención, Aang logra volver a su cuerpo y se escapa de su captor para salvar el espíritu de la Luna. Zuko no podía creer que su presa nuevamente se le fue de las manos y vuelve al campo de batalla para la recaptura del Avatar, pero tuvo que luchar en un duelo a muerte contra Zhao. Después de que los espíritus de la Luna y del Océano logren expulsar a los invasores, el joven príncipe intentó salvar al almirante, pero éste rechazó la ayuda y se dejó ahogar por el espíritu del Océano.
Desde el inicio del Libro Dos Tierra, el destronado príncipe Zuko y su tío Iroh son denominados traidores a la Nación del Fuego por parte de Azula; por este motivo, ambos decidieron huir de la joven princesa y su equipo de captura, y para eso el príncipe se deshace de la cola de caballo, para poder despistar a sus captores.
A medida que pasa el tiempo, Zuko comprueba que el Reino Tierra resulta muy difícil de adaptarse por lo que él y su tío deben cambiar de nombres y lograr ser aceptados de alguna forma. Pero cuando el joven príncipe sintió que debía continuar su viaje por su propia cuenta en el episodio "Zuko Solitario", comprueba los sufrimientos causados por la guerra a las demás naciones y por eso se siente como un tonto que vaga por el mundo, bastante impotente y marginado, al notar que el mundo odia y teme a la Nación del Fuego.
Durante el episodio "Trabajo Duro", cuando Zuko se reencuentra con su tío Iroh, intenta aprender el arte de frenar y repeler el relámpago, pero se fastidia de pensar que todavía no se encontrara listo para poner a prueba la habilidad. No obstante ambos deciden que deberán empezar una nueva vida, por lo cual emprenden el camino rumbo a la ciudad de Ba Sing Se, capital de Reino Tierra.
Una vez que llegan a Ba Sing Se, Zuko tiene que trabajar como mesero en un salón de té, cosa que le desagradaba bastante. Al pasar el tiempo, se entera de que Aang está en Ba Sing Se y que perdió a Appa, el bisonte volador. Bajo la oscuridad de la noche, nuevamente se disfraza del Espíritu Azul, se infiltra en el subsuelo del lago Laogai e intenta liberar a Appa para llevárselo y luego extorsionar a Aang con el único fin de que el Avatar se entregue en el nombre de la Nación del Fuego, pero Iroh lo persuadió para que deje ir al bisonte, el cual desde ese momento trata al príncipe como un buen amigo y perfecto aliado.
En el momento preciso, Zuko se enorgullece de su tío, porque este último logró un local propio para su propio salón de té, el cual fue bautizado como "El Dragón de Jazmín". Ambos trabajan bastante bien atendiendo a la clientela e incluso han sido invitados a servir el té en el palacio del Rey de la Tierra. Pero todo fue una trampa de Azula, quien logra capturar a su propio hermano gracias a la ayuda de los soldados Dai Lee.
Finalmente, luego de tener una importante conversación con Katara, Zuko traiciona a Iroh cuando es liberado por éste junto con Aang, y al encontrarse con Azula, quien aparentemente había tomado el mando de los Dai Lee, controlando la ciudad, ella le dice al joven príncipe que se pase a su bando y la gloria le llegaría. Ante esto él ataca al Avatar y de esta forma se une a su hermana. Después de una gran batalla, Azula le había lanzado un relámpago en la espalda a Aang. Con la supuesta muerte del Avatar y la toma de Ba Sing Se por parte del ejército de la Nación del Fuego, Zuko recuperó su lugar en el trono.
Durante el principio del Libro Tres Fuego, Zuko regresa a la Nación del Fuego con el honor recuperado y la veneración apropiada de su gente, y todo gracias a que Azula dice que fue él quien mató al Avatar en Ba Sing Se, ayudándola a tomar la ciudad.
Con su estatus de príncipe restaurado y el respeto su padre Ozai, Zuko se siente aclamado por todos como un verdadero héroe, por lo cual dejó de ser el blanco de las burlas y manipulaciones de Azula; de hecho, llega incluso a mantener una relación amorosa con Mai. Pero, a pesar de eso, sigue visitando clandestinamente a Iroh en la cárcel, pues todavía duda sobre sí mismo. Incluso cuenta con la ayuda de un personaje particular al que llaman "El Hombre Combustión", para que encuentre y elimine a Aang (según el joven príncipe el Avatar aún está vivo). Finalmente, gracias a una carta de Iroh enviada por un mensajero, Zuko encuentra el testamento del Señor del fuego Sozin, su bisabuelo paterno, y al leerlo, descubre como Sozin traicionó y provocó la muerte del Avatar Roku, que era su mejor amigo cuando eran jóvenes.
Este descubrimiento plantea serias dudas a Zuko sobre la guerra y las verdaderas intenciones de Ozai, y finalmente en el Día del Sol Negro, momento estratégico del plan para intentar vencer a la Nación del Fuego, traiciona a su nación y se enfrenta a su "querido progenitor" en la parte subterránea del palacio. Ozai, comprendiendo que Iroh ha vuelto a Zuko en contra suya al revelarle la verdad sobre Roku y Sozin, siente que ese suceso ya era demasiado para tan corta paciencia. Por eso el Señor del Fuego ataca inflexiblemente a su propio hijo con un rayo que logra ser devuelto por este último gracias al entrenamiento que realizó con Iroh en el Reino Tierra. Luego el joven príncipe le deja en claro a su padre que su destino en realidad no resulta capturar o destruir al Avatar, sino simplemente ayudarlo y salvar el mundo del desastre que se aproxima. Después de eso, le deja una carta a su novia Mai y se escapa en un globo siguiendo a Aang y los demás hacia el Templo Aire del Oeste.
En el episodio "El Templo del Aire del Oeste", Zuko se une a Aang y sus amigos luego de la pelea que tuvo con su padre, pero le cuesta mucho ser aceptado en el grupo, especialmente porque Katara le guarda un irremediable rencor. En este episodio Zuko empieza a tener características muy parecidas a las de Sokka, siendo más gracioso y extrovertido, dejando la actitud atribulada que tenía antes. Intenta agradarles pero no le funciona, solo Toph la Maestra Tierra (la única persona que no lo conoce tan bien como los demás) le da una oportunidad, pero termina siendo quemada en los pies por accidente. Luego de ayudarles (un poco) a derrotar al "Hombre Combustion", Aang lo acepta en su grupo como su maestro en Fuego Control ya que entiende lo difícil y doloroso que es dañar a un ser querido, y en el caso de Zuko, ser dañado por un ser que creía querido.
Sokka lo acepta a su vez con su siempre activo ánimo, Toph también, diciéndole que algún día le pagaría lo de los pies. Por su parte Katara acepta sarcásticamente la decisión del grupo, muy enojada y con serias reservas. Recordemos que en "La Encrucijada del Destino", ella y Zuko habían mantenido una conversación mientras ambos eran prisioneros, llegando el príncipe a ganarse su confianza. Por ello, Katara se siente demasiado dolida debido a su anterior traición, misma en la que se unió a su hermana Azula. Por esto Katara le dice a Zuko que lo estaría vigilando más de cerca y lo amenaza de darle la muerte si comete un error (Dañar a Aang, o si demuestra dudar nuevamente acerca de su bando)
Luego de todo esto, en "Los Maestros del Fuego-control", Zuko descubre que sus técnicas de Maestro Fuego se han debilitado de forma dramática, por lo que, junto con Aang, decide viajar en busca de las ruinas de una antigua civilización (Curiosamente, la primera en toda la serie que no muestra características de alguna cultura asiática, sino un marcado estilo similar al de las culturas Maya y Azteca) en donde habían habitado los primeros maestros fuego: "Los Guerreros del Sol", mismos que habían aprendido el Fuego control directamente de los ahora extintos dragones, víctimas todos ellos de la persecución que había desencadenado Sozin en su contra.
Luego de explorar entre las ruinas (y caer en una típica trampa al estilo de Indiana Jones, de paso), descubren que no sólo Los Guerreros del Sol aún existen, sino que, al manifestar ambos su deseo de aprender Fuego control, son confrontados con los antiguos maestros de este arte: Dos antiguos Dragones (revelando así que su extinción, a manos de Iroh, era falsa) quienes les enseñan el verdadero significado del fuego. Así Zuko logra aprender que este elemento no es una mortífera arma de destrucción y caos, sino simplemente una fuente de vida, que en su forma más pura debe nutrirse de algo más que ira (Lo que antes lo motivaba) y decide que su nuevo objetivo será enseñarle Fuego control al Avatar, para así salvar al mundo.
Luego de su aventura con Los Guerreros del Sol, durante el episodio "La Piedra Hirviente", Zuko se embarca junto con Sokka en una misión para liberar a Suki y a Hakoda de la prisión en la que ambos se encontraban. Durante su estadía el príncipe se deja capturar para realizar un plan de fuga, pero de igual manera tuvo que dar explicaciones a Mai, porque según ella, le rompieron el corazón. Durante un motín ocasionado en la prisión, Zuko aprovecha la ocasión para burlar el ataque de Mai y lograr escapar. Él, Sokka, Suki, Hakoda y un preso llamado Chit Sang logran el plan de secuestrar al alcaide y usar la góndola; fue un plan difícil pero lograron cumplir con la misión. Terminada ésta, y de vuelta en el Templo del Aire del Oeste, el joven príncipe nota que Azula perseguiría a él y a su grupo para detenerlos, por eso es que en el episodio "Los Invasores del Sur" Aang, Katara, Sokka, Suki, Toph y Zuko se escapan con Appa y Momo a un lugar seguro donde jamás sean encontrados.
Todos están contentos y orgullosos de Zuko por advertirles del ataque enemigo e incluso brindan por él, salvo Katara, quien hasta entonces todavía le guarda rencor por las dolencias del pasado. Incluso ella le reclama al joven príncipe que por lo menos le devolviera a su querida madre. Tras enterarse de los problemas causados por Los Invasores del Sur, un grupo marítimo de exploradores de la Nación del Fuego, Zuko parte junto con Katara y Appa en busca del irresponsable que había asesinado a la madre de la joven Maestra Agua y que al mismo tiempo resulta ser el antiguo líder de Los Invasores del Sur. Aunque Katara se niega a darle la muerte al sujeto una vez que lo encuentran, ella declara que jamás podrá perdonarlo, pero añade que esta lista para perdonar a Zuko, dejando de esta manera sus diferencias en el pasado, y haciéndose buenos amigos.
De todos los personajes principales (Aang, Toph, Sokka y Katara), Toph termina siendo la única que no ha compartido un dramático viaje a solas con Zuko, cosa que ella hace notar y reclama su "turno" a la menor oportunidad.
En el episodio de "Los Actores de la Isla Ember", Zuko se siente profundamente afectado ya que en la obra a la que asisten los protagonistas sobre sí mismos, le retratan de una manera que él jamás se había visto, enumerando cada uno de sus errores del pasado y (en un final libre por parte del escritor de la obra) haciéndole morir a manos de su hermana Azula en un último Agni Kai (cosa que todos los espectadores aplauden).
Al final de la serie, durante el Día del Cometa de Sozin, Zuko se enfrenta con Azula en un impresionante Agni Kai, demostrando haber mejorado a más del 100% en destreza y dominio del Fuego-Control, haciendo que los espectadores lo ovacionan más veces a él que a su hermana, quien se está volviendo completamente loca. A pesar de eso, cae derrotado debido a un inesperado cuestionamiento que se volvió en un movimiento tramposo y cobarde por parte de la desquiciada princesa, que ataca brutalmente a Katara con un rayo. El joven príncipe se sacrifica como un valiente campeón para lograr salvarle la vida a su mejor amiga, misma que termina el combate de manera exitosa y le salva la vida gracias a los poderes curativos del Agua Control.
Una vez que Aang vence a Ozai en combate, Zuko vuelve a encontrarse con su novia Mai, reafirmando alegremente su relación (con la promesa de que no volvería a romper con ella), para luego ser coronado como el nuevo Señor del Fuego. Así, el príncipe consuma su destino, prometiendo durante su discurso que él y Aang volverían a reconstruir las naciones y limpiarían el nombre de la Nación del Fuego.
Zuko le hace una visita a Ozai en las mazmorras del palacio, en que el Ex-Señor del Fuego se muestra demasiado disconforme e indignado con la cruda realidad de que haya sido derrocado por su propio primogénito. El nuevo Señor del Fuego le recrimina a su padre diciéndole que debería agradecer por el hecho de que se le perdonara la vida a base del castigo que le impuso Aang (la pérdida permanente de su Fuego Control y derivados) y espera que el tiempo que permanezca en el calabozo lo ponga en el camino correcto, de la misma manera que lo hizo con él aquel destierro impuesto por el mismo Ozai. Antes de irse, Zuko le interroga acerca de la localización de su madre Ursa, sin que llegue a oírse la respuesta del prisionero.
En la última aparición de la serie Zuko esta en la tienda de te de su tío, relajándose con su novia y amigos.
- Datos: Q1997841
- Multimedia: Avatar: The Last Airbender / Q1997841